# Dermatolepis inermis
Dermatolepis inermis är en fiskart som först beskrevs av Valenciennes, 1833.  Dermatolepis inermis ingår i släktet Dermatolepis och familjen havsabborrfiskar. IUCN kategoriserar arten globalt som nära hotad. Inga underarter finns listade i Catalogue of Life.